# Головачов Василь Васильович
Васи́ль Васи́льович Головачо́в (21 червня 1948, Жуковка Брянської області) — радянський і російський письменник-фантаст, критик-фантастикознавець, сценарист та художник-фантаст. З 1983 — член Спілки письменників СРСР. Член спілок письменників України та Росії. Підтримує збройну агресію Російської федерації проти України.

## Життєпис
1972 року закінчив Рязанський радіотехнічний інститут — інженер-конструктор радіоелектронної апаратури.
В 1972-74 роках служив в РА в селищі Прикордонному (Далекий Схід). 1974 року переїздить до Дніпропетровська, працює в Українському державному проектно-конструкторському інституті «Металургавтоматика» — інженер, керівник групи, начальник конструкторського відділу.
1989 року полишає інститут, присвячує повністю свій час письменницькій праці.
Пише про можливості дослідження космосу, намагання встановити контакт з позаземними цивілізаціями, необхідність збереження навколишнього середовища. У 1995 році з Дніпра переїхав до Москви.

## Творчість
Дебютував Головачов у 1969 році оповіданням «Еволюція» (рос. «Эволюция»). Всесоюзну відомість отримав завдяки роману-дебюту «Релікт» (вперше опублікованого українською мовою) (1981) та виданих ще у 1970-х творах короткої та середньої форми, об'єднаних пізніше у збірку «Непередбачені зустрічі» (1979).
2004 року нагороджений премією «Аеліта» в номінації «внесок до фантастики»
У 2008 році з нагоди 60-річчя письменника вийшла друком книжка «Василий Головачев. Человек цели», до якої увійшли інтерв'ю літератора, його дружини, а також листування письменника з шанувальниками його таланту на його сайті, та передмови до його книжок, яку уклав інший російський письменник-фантаст та видатний критик жанру Геннадій Прашкевич.
У 2005 році російська Книга рекордів Гінеса вручила самий як найбільш активно публікованому письменнику-фантасту Росії (як автору 40 опублікованих оригінальних науково-фантастичних книг загальним накладом 16,5 мільйонів екземплярів). Наразі загальний наклад його книжок становить понад 20 мільйонів примірників.
Загалом Головачов написав більше 60 романів, понад 20 повістей та понад 60 оповідань.
Деякі з них:
- «Вірус пітьми»,
- «Чорна людина»,
- «Особливий контроль»,
- «Заборонена реальність»,
- цикл повістей Пригоди Дениса Молодцова.

Неодноразово був запрошеним гостем відомих фестивалів, зокрема «Зоряний міст»-2006.

## Вибрана бібліографія[12][13]

### Хроніки Релікту (входить в цикл УАСС)
- Реликт (в шести книгах)

1. Непредвиденные встречи (1979), повість
2. Пришествие (1991), повість
3. Возвращение блудного Конструктора (1991), роман
4. Дети Вечности (1991), роман
5. Контрразведка (1995), роман
6. Закон перемен (1995), роман

- Абсолютный игрок (1999), роман (в двох книгах, іноді кличуть 7-й и 8-й книгами «Реликту»)
- Мегаморф, или Возвращение Реликта (2009), роман

### Чорна людина (Передбачене) (входить до циклу УАСС)
1. Чёрный человек (1993), роман
2. Чёрная сила (2003), роман
3. Чёрное время (2004), роман

### Цикл про династію Ромашиних (входить до циклу УАСС)

#### У вогні
1. Особый контроль (1989), роман
головний герой: Пилип Ромашин
2. Огнетушитель дьявола (2000), роман
головний герой: Артем Ромашин
3. По ту сторону огня (2006), роман
головний герой: Кузьма та Артем Ромашини

#### Не будіть сплячих джинів
1. Спящий джинн (1987), повість
головний герой: Гнат Ромашин
2. Кладбище джиннов (2000), повість
головний герой: Артем Ромашин
3. Война с джиннами (2002), роман (включает повість «Дезактивация джинна» (2001))
главный герой: Артём Ромашин
4. Возвращение джинна (2005), роман
головний герой: Артем Ромашин '
5. Последний джинн (2008), роман
головний герой: Гнат Ромашин-молодший
6. Джинн из прошлого (2011), роман
головний герой: Гнат Ромашин-молодший

### Буремні часи (входить до циклу УАСС)
1. Бич времён (1995), роман
2. Схрон (1996), роман
3. Палач времён (2001), роман

### Окремі твори, що відносяться до умовного циклу УАСС
- Дерево (1976), оповідання
- Цунами (Катастрофа) (1979), оповідання
- Мера вещей (1981), оповідання
- Отклонение к совершенству (1982), повість
- Хроновыверт (1985), повість
- Фуор (1988), оповідання
- Консервный нож (1991), повість
- Магацитлы (Аэлита-2) (2003), роман
- Не ждите ответа (2008), оповідання
- Подача навылет (2008), оповідання

### Олег Северцев
- Одиссея Северцева (2011), збірка:

1. Ухо, горло, глаз (2001), оповідання
2. Подземная птица (2006), оповідання
3. Край света (2000), оповідання (головний герой — Дмитро Храбров)
4. Смотритель пирамид (2001), оповідання
5. Чужой маяк (2011), повість (другий головний герой — Дмитро Храбров)

- Не берите в руки меч (2004), повість в новелах (другий головний герой — Дмитро Храбров):

1. Два меча (2002), оповідання
2. Мечи мира (2004), оповідання
3. Песнь мечей (2004), оповідання

- ВВГ (2002), роман

### Регулюм
- Невыключенный (1998), оповідання

1. Регулюм (1999), роман (заснований на оповіданні «Невикнений»)
2. Пропуск в будущее (2008), роман

### Артем Бойцов
- Неперемещённый (1999), оповідання

1. Возвращение настоящего (2014), роман (заснований на оповіданні «Непереміщений»)
2. Десант в прошлое (2015), роман

### Контррозвідка: Future
1. Посторонним вход воспрещён (2007), роман
2. Нечеловеческий фактор (2013), роман
3. Человеческий фактор (2016), роман
4. Войд (2017), роман

### Технозона
- Приключения Дениса Молодцова (повість в новелах):

1. Ошибка в расчетах (2003), оповідання
2. Запасный выход (2004), оповідання
3. Десант на Плутон (2004), оповідання
4. Соло на оборванной струне (2005), оповідання
5. Узнай свою судьбу (2013), оповідання
6. Солнце мертвых (2013), оповідання

- На струне (2018), роман
- Под струной (2018), роман

### Рятівники Віяла світів
1. Посланник (1994), роман
2. Избавитель (2002), роман

### Євангеліе від звіра
1. Логово зверя (1998), роман
2. Исход зверя (2002), роман
3. Укрощение зверя (2006), роман

### Заборонена реальність
1. Одиночка (2001), роман

1. Смерш-2 (1993), роман
2. Перехватчик (1995), роман
3. Разборки третьего уровня (1996), роман
4. Излом зла (1997), роман
5. Истребитель закона (1997), роман
6. Смерч (2005), роман
7. Возвращение Стопкрима (2015), роман
8. Запрещенная реальность: перезагрузка (2016), роман

### Катарсис
1. Человек боя (1998), роман
2. Поле боя (1998), роман
3. Бой не вечен (1999), роман
4. Гарантирую жизнь (2000), роман
5. Ведич (2007), роман

### Екстазис
1. Беспощадный, или Искатели смерти (2003), роман
2. Не русские идут, или Носители смерти (2009), роман

### Нікого над нами
Всесвіт Івана Гордеєва
- Никого над нами (2007), оповідання
- Зелёные нечеловечки (2008), оповідання
- Помню (2008), оповідання
- Сюрприз для пастуха (2011), повість
- Гости непрошенные (2012), оповідання
- Застава (2013), роман
- Триэн (2014), роман, що складається з раніше опублікованих творів (окрім книги «Зелені нечоловічки»):
  - Пролог. Появление «Триэн» (оповідання «Нікого над нами»)
  - Книга первая. Сюрприз для пастуха (однойменна повість)
    - Глава 1. Гости непрошеные (однойменне оповідання)
    - Глава 2. Помню (однойменне оповідання)
    - Глава 3. Что было
    - Глава 4. Что будет

  - Книга вторая. Застава (однойменний роман)
    - Глава 1. Извлечение из прошлого
    - Глава 2. Настоящее. Третья сила
    - Глава 3. Поход в будущее
    - Глава 4. Оздоровительные процедуры

Всесвіт Романа Волкова
1. Укрой меня от замыслов коварных (2010), роман
2. Делирий (2010), роман
3. Возвращайтесь живыми! (2011), роман
4. Шанс на независимость (2011), роман

### Браконьери
1. Браконьеры (2012), роман
2. Рецидив (2012), роман

### Числовсесвіт
1. Вне себя (2012), роман
2. Бес предела (2013), роман
3. Век воли не видать (2014), роман

### Війна HAARP
1. Война HAARP (2014), роман
2. Война HAARP-2 (2015), роман

### Атлантарктида
1. Атлантарктида (2016), роман
2. Дикий дикий Норд (2017), роман
3. Из глубины (2018), роман

### Криптозой
- Ликвор (2007), рассказ

1. Савва и ангелы (2015), роман (заснований на оповіданні «Ликвор»)
2. Криптозой (2001), роман

### Небувале неминуче
1. Небывалое неизбежно (2017), роман
2. Невозможное неумолимо (2018), роман

### Позасерійні романи
- Корректировщик (1996)
- Ко времени моих слёз (2004)
- Пришельцы против пришельцев (2016) (заснований на оповіданнях «Вторая сторона медали» и «Молёбский челлендж»)
- Конец света (2017) (заснований на оповіданні «Приговорённые к свету» («Заминированный»))
- Отстрел негодяев (2017)
- Другой дороги нет (2017)
- Космопроходцы (2019) (заснований на оповіданні «Тёмная засада»)

### Позасерійні повісті
- Чужие (1989)
- Пираньи (1989)
- Заповедник смерти (1991)
- Утечка информации (1995)
- День монстра (1997)

### Позасерійні оповідання
- Эволюция (1969)
- Сидоров и время (1976)
- Беглец (1978)
- Операция «Терпение» (1979)
- Двое в пустыне (1979)
- Камертон (Стихия) (1982)
- Волейбол-3000 (1983)
- Покупка (1989)
- Хроники выхода (1999)
- Мальчишка из 22-го (1999)
- Приговорённые к свету (Заминированный) (1999)
- Ultima ratio (1999)
- Переворот (Подарок судьбы) (2001)
- Я вас предупреждал (2004)
- Глюк (2005)
- Кто следующий? (2005)
- Вторая сторона медали (2006)
- Свой-чужой (2008)
- Сердце грозы (2008)
- Ангел-хранитель (2008)
- Марсианский корабль (2008)
- Не верю! (2010)
- Новый уровень (2014)
- Соблазн неизведанного (2015)
- Молёбский челлендж (2016)
- Рыжий (2017)
- Тёмная засада (2018)

### Езотерика
1. Кто мы? Зачем мы? (2000), ессе

## Нагороди[14][15]
- 1969 рік. Газета «Студентський меридіан[ru]». За дебютне оповідання.
- 1977 рік. Журнал «Техніка — молоді». Диплом за участь в міжнародному конкурсі «Світ завтрашнього дня» на найкращий фантастичний малюнок.
- 1992 рік. Приз «Золотий змій» за роман «Чорна людина»
- 1992 рік. Нагорода видавництва «Змій Горинич»
- 1994 рік. Видавництво «Армада[ru]». Премія за найкращий роман року («Посланець»).
- 1994 рік. Журнал «Ми (журнал)». Премія за найкращий роман року («Смерш-2»).
- 1997 рік. Фанконі (Одеса). Приз читацьких симпатій.
- 1999 рік. Міжнародний фестиваль фантастики «Зоряний міст — 1999»:
  - Спеціальна премія «Філософський камінь» від Харківського інституту диваків за видатні заслуги перед Її Величністю Фантастикою.
  - Чорний пояс 2-го дана (II місце) в номінації «Майстер Фен-До» (бойові мистецтва в фантастиці) за епізод з роману «Людина бою».
- 2000 рік. «Зоряний міст — 2000». Спеціальна премія Університету внутрішніх справ МВС України за кращі твори в жанрі фантастичного детективу.
- 2000 рік. МВС України (Харків). Приз за найкращий роман року, який виховує молодь у дусі патріотизму.
- 2002 рік. Фонд РФ «Третє тисячоліття». «Золотий шолом», приз за внесок до літератури[16].
- 2003 рік. Премія оргкомітету міжнародного фестивалю фантастики «Зоряний міст — 2003» «За вічну молодість».
- 2003 рік. Міжнародна літературна конференція з питань фантастики «Роскон» і видавництво «Ексмо». Приз «Фантаст року».
- 2003 рік. Київкон. «Камінь Стоунхенджа» — за внесок до фантастики
- 2003 рік. Кавалер Ордена Лицарів Фантастики.
- 2004 рік. Приз міжнародного конвенту «Аеліта».
- 2004 рік. «Зоряний міст — 2004». «Золотий кадуцей» — премія «За глобальність науково-фантастичних ідей в літературі останніх років».
- 2004 рік. Видавництва «Ексмо». Почесний диплом за глобальний внесок до російськомовної фантастики в зв'язку з 35-річчям творчої діяльності.
- 2004 рік. Видавнича фірма «Екс-принт». Другий приз в конкурсі «мініоповідання».
- 2005 рік. Російська Книга рекордів і досягнень. Найпопулярніший фантаст сучасності (видано 40 оригінальних книг тиражем близько 16,5 млн прим.) З врученням фігурки богині Ніки, медалі і диплома.
- 2005 рік. Російський Союз космонавтів. Медаль «Фантаст № 1» за внесок до російської фантастики.
- 2005 рік. Премія імені Олександра Фадєєва з врученням медалі і диплома в зв'язку з 35-річчям творчої діяльності.
- 2005 рік. Медаль Суворова за внесок російської літератури.
- 2005 рік. Ювілейна медаль «60 років Перемоги у Великій Вітчизняній війні 1941-1945 рр.», Як письменнику, багато зробив для відродження Росії.
- 2006 рік. Зірка із сузір'я Близнюків названа ім'ям «Головачов Василь Васильович».
- 2006 рік. Міжнародна літературна конференція з питань фантастики «Роскон». Диплом і приз «Великий Роскон» — як найкращому упорядника збірників фантастики.
- 2006 рік. Міжнародна академія духовної єдності народів світу (МАДЕНМ). Орден Союзу ветеранів бойових дій як письменнику, адекватно відбив образи молодих героїв сучасності.

## Адаптації

### Відеоігри
За мотивами роману «Бич часів» у 2008 році зроблено відеогру.

### Екранізації
2009 року за його книгою «Смерш-2» в Росії знято фільм «Заборонена реальність».